# Trichostomum stanilandsii
Trichostomum stanilandsii är en bladmossart som beskrevs av R. Brown ter 1903. Trichostomum stanilandsii ingår i släktet lansettmossor, och familjen Pottiaceae. Inga underarter finns listade i Catalogue of Life.